# Vidas privadas
Vidas privadas és una pel·lícula de melodrama hispano-argentina del 2001 dirigida per Fito Páez (en el seu primer llargmetratge com a director) a partir d'un guió que va coescriure amb Alan Pauls. És protagonitzada per Cecilia Roth i Gael García Bernal.

## Trama
Després de 20 anys vivint a Europa, Carmen (Cecilia Roth) torna a Buenos Aires. El seu pare (Héctor Alterio) està molt malalt i es disposa a repartir els seus abundants béns. Carmen és una dona que porta una "doble vida". Una és la familiar i l'altra és aquella en la que dona curs a un inusual apetit sexual.
Obligada a quedar-se a Buenos Aires 15 dies, lloga un departament i contracta parelles perquè facin l'amor i poder escoltar-los a través de les parets. A més, contracta a Gustavo (Gael García Bernal), un jove taxi boy, perquè li llegeixi novel·les eròtiques a l'apartament contigu, amb la condició de mai trobar-se amb ella cara a cara. Amb el temps, Carmen s'enamora de Gustavo, per després enfrontar-se al seu passat: ella va ser segrestada per la dictadura militar en 1976, fet que la va obligar a passar 20 anys en l'exili.

## Repartiment
- Cecilia Roth com a Carmen Uranga[2]
- Gael García Bernal com a Gustavo[2]
- Luis Ziembrowski com a Alejandro[4]
- Chunchuna Villafañe com a Sofía[4]
- Héctor Alterio com a pare de Carmen[4] ('Carmen's father')
- Dolores Fonzi com a Ana[2]
- Lito Cruz com a Rodolfo[4]
- Carola Reyna[3]
- Luis Machín[5]

## Producció
Quan Páez va pensar per primera vegada a rodar la pel·lícula, originalment va apuntar a Marisa Paredes i Juan Diego Botto per protagonitzar els papers principals que finalment van interpretar Roth i García Bernal La pel·lícula és una coproducció argentino-espanyola de Circo Beat i Mate Production, amb la participació de Vía Digital. Va ser rodat a Buenos Aires.

## Alliberament
La pel·lícula es va presentar a la secció "Nous directors" del 49è Festival Internacional de Cinema de Sant Sebastià el setembre de 2001. Es va estrenar en cinemes a Espanya el 2 de novembre de 2001 i a l'Argentina el 25 d'abril de 2002.

## Recepció
David Rooney, de Variety, va considerar que la pel·lícula mostrava "material dramàtic risible" i va aconsellar a Páez que millor "es limités a la seva feina".
Casimiro Torreiro de El País va valorar que la pel·lícula naufraga per diversos motius, entre ells "una escriptura maldestra", amb "massa peròs que minen la credibilitat" de la pel·lícula.
La ressenya a La Nación dona a Vidas privadas una qualificació de "tan tan" i va escriure que la pel·lícula "irregular, caòtica, esquinçada" "alterna entre alguns passatges de gran poder dramàtic i altres que són prescindibles".
Jorge de Cominges de Fotogramas va valorar la pel·lícula amb 3 estrelles sobre 5, citant les actuacions de García Bernal i Villafañe i com les millors coses de la pel·lícula, tot i assenyalant l'absència d'un clímax final com a un punt negatiu.

## Premiss
| Any  | Premi                       | Categoria                | Nominat             | Resultat | Ref           |
| ---- | --------------------------- | ------------------------ | ------------------- | -------- | ------------- |
| 2003 | 51ns Premis Cóndor de Plata | Millor actriu secundària | Chunchuna Villafañe | Nominat  | [ 11 ] [ 12 ] |